# Mamanguape
Mamanguape, amtlich portugiesisch Município de Mamanguape, ist eine brasilianische Stadt und Gemeinde am gleichnamigen Fluss im Bundesstaat Paraíba. Im Jahr 2019 lebten in Mamanguape etwa 44.882 Menschen.

## Stadtteile
Die Stadt ist in die Stadtteile Centro, Alto do Cemitério, Areal, Bela Vista, Campo, Gurguri, Planalto, Sertãozinho und Vale Verde gegliedert.

## Infrastruktur
- Universidade Federal da Paraíba (UFPB)
- Centro Cultural Fenix

## Bedeutende Bürger
- José Germano de Aguiar,
- Paulo Marinho de Aguiar,
- Manuel Pessoa de Brito,
- Marcos Barboza,
- Carlos Dias Fernandes,
- José Fernandes de Lima,
- João Pereira de Castro Pinto,
- Coronel José Castôr do Rêgo,
- Flávio Clementino da Silva Freire